# Mariakerk (Valkenswaard)
De Mariakerk is een voormalige parochiekerk te Valkenswaard, gelegen aan Warande 10.
De kerk werd gebouwd in 1953 en architect was Jos. Bedaux. Het is een bakstenen gebouw in de traditionalistische stijl die in de wederopbouwarchitectuur vaker voorkomt. Het hoge bakstenen gebouw kenmerk zich door het gebruik van pilasters. De ingang, met de tekst: dei genitrici en de natuurstenen omlijstingen van de ingangspartij geven het gebouw iets strengs. Het interieur kent ronde- en vooral korfbogen en pilaren. De hoge kerkzaal met het vlakke plafond en de lage, smalle, zijbeuken doet enigszins aan een basilica denken.
Het orgel is van de firma Verschueren en werd gebouwd in 1963.
Op 1 september 2015 werd het gebouw, dat in 2013 is aangewezen als gemeentelijk monument, onttrokken aan de eredienst.